# Mysidetes posthon
Mysidetes posthon är en kräftdjursart som beskrevs av Holt och W. M. Tattersall 1906. Mysidetes posthon ingår i släktet Mysidetes och familjen Mysidae. Inga underarter finns listade i Catalogue of Life.